# Nassau William Senior

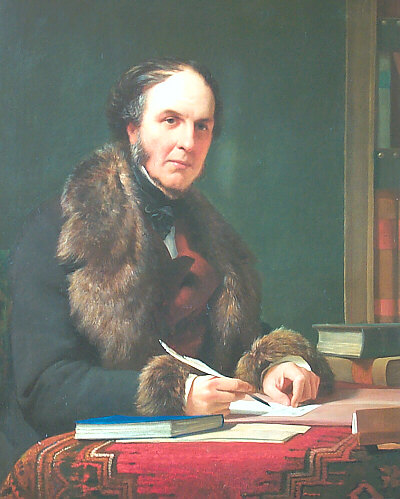
Nassau William Senior

Nassau William Senior, född den 26 september 1790 i Compton Beauchamp, Berkshire, död den 4 juni 1864 i Kensington, London, var en engelsk nationalekonom. 
Senior blev legitimerad advokat, men ägnade sig tidigt nog åt nationalekonomiska studier. Åren 1825–1830 och 1847–1852 var han professor i nationalekonomi vid Oxfords universitet och kallades under mellantiden 1833 till ledamot av fattigvårdskommittén samt författade det utlåtande, som utgjorde grundvalen till 1834 års "poor law". 
För övrigt ägnade han sina krafter dels åt offentliga uppdrag, dels åt publicistiskt arbete. Hans nationalekonomiska alstring inskränkte sig till en först för "Encyclopaedia metropolitana" skriven allmän framställning av nationalekonomi (sedermera utgiven separat under  titeln Political economy, 1836; 6:e uppl. 1872) samt en del publicerade föreläsningar, som: Two lectures on population, med en korrespondens mellan Senior och Malthus (1829), Three lectures ön the transmission of the precious metals (1828; 2:a upplagan 1836), Three lectures on the rate of wages (1830), Three lectures on the cost of obtaining money (1830) med flera samt Four introductory letters on political economy (1852). 
Åtskilliga av hans föreläsningar översattes till franska under titeln Principes fondamentaux d'économie politique (1836). Inom den engelska nationalekonomiens historia brukar Senior tilldelas främsta platsen mellan Ricardo och John Stuart Mill. Han opponerade sig mot Malthus så till vida, att han ansåg, att under klokt ordnade förhållanden härskade ej hos människorna tendensen att föröka sig snabbare än underhållsmedlen. 
Som motsättning till lagen om den relativt avtagande avkastningen inom jordbruket utvecklade Senior lagen om den relativt tilltagande avkastningen inom industrin: "varje ökning i antalet industriarbetare åtföljs inte bara av en motsvarande, utan också av en ännu större ökning i produktionskraften". 
Seniors mest betydande bidrag är en framställning om kapital och kapitalränta: han är nämligen abstinensteorins grundläggare. Bredvid de två originära produktionsfaktorerna arbetet och naturtillgångarna ställde han som en tredje abstinensen ("väntandet" enligt Alfred Marshall, Gustav Cassel och andra), det vill säga den handling, då en person antingen avstår från en improduktiv konsumtion av nyttigheter eller med dem sysselsätter arbetare för frambringande av framtida sådana. 
Kapitalet är i de flesta fall ett resultat av arbetets, naturtillgångarnas och abstinensens samverkan; abstinensen kan ensam ingenting frambringa. Belöningen för abstinensen är vinst eller profit. Produktionskostnaderna utgörs av den för produktionen nödvändiga summan av arbete och abstinens. Dessa kostnader, som de gestaltar sig å ena sidan för producenten, å andra sidan för konsumenten av varan, bestämmer priset. Detta måste vara högt nog för att täcka de sålunda definierade kostnaderna vid produktionens fortsättande. 
Efter att så ha framställt prisbildningsteorin övergår Senior till produktionsresultatets fördelning i lön, vinst och jordränta. Utan att vara prisbestämmande, utgör den sistnämnda inkomstgrenen en fri gåva av naturen eller av lyckliga omständigheter: Senior uttänjer begreppet rent (ränta) till att omfatta olika slag av överskottsinkomster, till exempel från extraordinära "kropps- och själskrafter". Framställningen av lönens och vinstens storlek innehåller en delvis skarpsinnig, men just intke lyckad utveckling av lönefondsteorin. 
För Senior var nationalekonomien en vetenskap, ej en konst. Under det att han i stort sett slöt sig till whigpolitiken, intog Senior en allmän "laissez-faire"-ståndpunkt. Efter Seniors död utgavs bland annat Historical and philosophical essays (2 band, 1865), Correspondence and conversations of Alexis de Tocqueville with Nassau William Senior (2 band, 1871).